# Sideridis palmillo
Sideridis palmillo är en fjärilsart som beskrevs av Barnes 1907. Sideridis palmillo ingår i släktet Sideridis och familjen nattflyn. Inga underarter finns listade i Catalogue of Life.